# Супина
Су́пина — село в Україні, в Дніпровському районі Дніпропетровської області. Населення за переписом 2001 року складало 990 осіб. Входить до складу Могилівської сільської громади. 

## Географія
Село Супина знаходиться на відстані 0,5 км від села Новопідкряж. Поруч проходить автомобільна дорога Т 0441.

## Населення

### Мова
Розподіл населення за рідною мовою за даними перепису 2001 року:
| Мова            | Кількість | Відсоток |
| --------------- | --------- | -------- |
| українська      | 148       | 94.27%   |
| російська       | 7         | 4.45%    |
| білоруська      | 1         | 0.64%    |
| інші/не вказали | 1         | 0.64%    |
| Усього          | 157       | 100%     |

## Інтернет-посилання
- Погода в селі Супина [Архівовано 20 грудня 2011 у Wayback Machine.]

1. ↑  Рідні мови в об'єднаних територіальних громадах України — Український центр суспільних даних